# آنا حزقيال
آنا حزقيال (بالإسبانية: Ana Juan)‏ هي رسامة توضيحية وفنانة ورسامة إسبانية، ولدت في 1961 في بلنسية في إسبانيا.

## وصلات خارجية
- الموقع الرسمي